# Braunsapis madecassa
Braunsapis madecassa är en biart som först beskrevs av Raymond Benoist 1954.  Braunsapis madecassa ingår i släktet Braunsapis och familjen långtungebin. Inga underarter finns listade.